# Jörg Fürst
Jörg Fürst (* 1969 in Tönisvorst) ist ein deutscher Theaterregisseur, Theaterleiter und Autor.

## Leben
Jörg Fürst ist Gründer der freien Kölner Theatergruppe A.TONAL.THEATER (seit 2002), Mitbegründer des Kölner Ensemblenetzwerkes Freihandelszone (seit 2004) und in der Künstlerischen Leitung der internationalen Kölner Tanz- und Theaterfestivals GLOBALIZE:COLOGNE (2006–2016) und URBÄNG! (seit 2017). Seit 2013 ist er künstlerischer Leiter der VolXbühne – Ensemble der Generationen am Theater an der Ruhr in Mülheim an der Ruhr. Er führte zudem Gastregie u. a. für das Schauspiel Bonn, am Haus der Ruhrfestspiele Recklinghausen, in der Studiobühne Köln, am Comedia Theater Köln und im theater im bauturm – freies Schauspiel Köln. Als freier Regieassistent arbeitete er vorher mit Achim Freyer (Berliner Ensemble), Dietrich Hilsdorf (Schauspiel Bonn) und Robert Wilson (Ruhrtriennale) zusammen.
Jörg Fürst hat einen Magister Artium von der Friedrich-Wilhelms Universität in Bonn. Er lebt in Köln.

## Ehrungen und Auszeichnungen
- 2004 wurde seine Inszenierung WUALITZAAA mit Gedichten von Ernst Jandl mit dem Hauptpreis des 11. Theaterzwang Festivals - the best OF(F) NRW - in Dortmund (heute "Favoriten Festival") bedacht und für das renommierte IMPULSE Festival als eine der besten 23 Theaterproduktionen des Jahres 2002 in Deutschland, Österreich und der Schweiz nominiert.
- 2005 Kölner Theaterpreis (mit Wir im Finale – Ein deutsches Requiem von Marc Becker) 
- 2011 Kölner Theaterpreis (mit Faust I von Johann Wolfgang Goethe) 
- 2019 Kurt-Hackenberg-Preis für politisches Theater in Köln als einer der künstlerischen Leiter des internationalen Tanz- und Theaterfestivals URBÄNG!. 
-  2015 wurde seine Adaption von Elfriede Jelineks "Winterreise" für den Kölner Theaterpreis sowie den Kurt-Hackenberg-Preis für politisches Theater in Köln nominiert. 
- POLIS - DIE STIMMEN DER STADT wird 2022 für den Kurt-Hackenberg-Preis nominiert.

## Inszenierungen (Auswahl)
- BREMS:::KRAFT - Eine intermediale Performance über das was uns bremst und befreit (UA, 2024)
- SUBCUTIS - Eine intermediale Performance über Haut und den Rausch der Selbstoptimierung (UA, 2023)
- HYPOCRITES - Solo für einen Schauspieler und einen Chor über Schein und Sein (UA, 2022)
- POLIS - DIE STIMMEN DER STADT (UA, 2021)
- POLIS - Das WEEKEND Happening in Köln und Mülheim an der Ruhr (UA, 2021)
- TWINS - ICH UND ICH (UA, 2020)
- JEDER:JEDERZEIT (UA, 2020)
- FREMD 4.0 – Ein Musiktheater über den Blick des Fremden auf uns (UA, 2019)
- Das Loch. Untergang und Utopie (UA, 2018)
- Fremd ... das sind die anderen (UA, 2018)
- HEIMAT 4.0 – Ein unheimliches Bürgertheater (UA, 2018)
- Die Möglichkeit einer Insel, nach einem Roman von Michel Houellebecq (2017)
- traumA – Ein crossmediales Theaterprojekt über die Träume und Traumata unterschiedlicher Generationen,  (UA, 2016)
- Winterreise von Elfriede Jelinek (2015)
- mülheim_bombay_satellites, (UA, 2014)
- Me, Myself and I: Amphitryon nach Heinrich von Kleist (2013)
- Exit Mundi, nach Maarten Keulemans, (UA, 2012)
- Die Sonne auf der Zunge von Werner Fritsch, (UA, 2011)
- Faust – Der Tragödie erster Teil von Johann Wolfgang Goethe (2011)
- All inclusive – Eine Tourismus-Trilogie (UA, 2010)
- Salome von Oscar Wilde (2010)
- Basquiat:Re-Mix09 (UA, 2009)
- Ende und Anfang von Roland Schimmelpfennig, Deutsche Erstaufführung (2008)
- Margot und Hannelore von Marc Becker (2007)
- Don Karlos von Friedrich Schiller (2007)
- Die Trauerwütigenvon Franz Xaver Kroetz, (UA, 2006)
- Wir im Finale von Marc Becker (2005)
- Solarplexus- neue dichter lieben Uraufführung mit Gedichten von Albert Ostermaier und Liedern von Moritz Eggert (UA, 2004)
- Die Eingeborene von Franz Xaver Kroetz (2003)
- Nacht:Gier von Sarah Kane (2002)
- Wualitzaaa, Uraufführung mit Gedichten von Ernst Jandl (2002)